# ملاس أخضر
ملاس أخضر (الاسم العلمي: Leotia viridis) هو نوع من الفطريات يتبع جنس فطر الملاس من الفصيلة الملاسية